# Обрыв (роман)
«Обрыв» — роман Ивана Александровича Гончарова, завершённый в 1869 году и представляющий собой заключительную часть своеобразной трилогии «о переходе от одной эпохи русской жизни… к другой» (в неё также включены написанные ранее «Обыкновенная история» и «Обломов»). Работа над произведением, продолжавшаяся двадцать лет, была осложнена конфликтом с Иваном Сергеевичем Тургеневым, который, по мнению Гончарова, использовал мотивы и образы его романа в «Дворянском гнезде» и «Накануне». «Обрыв» был впервые опубликован в журнале «Вестник Европы» (1869, № 1—5).

## История создания
Замысел нового романа, по свидетельству автора, начал складываться у него в 1849 году, во время пребывания в Симбирске. Родной город, который Гончаров посетил после длительного перерыва, поразил контрастами: «Я увидел ещё не отживший тогда патриархальный быт и вместе новые побеги, смесь молодого со старым». Тогда же возникла идея воссоздать атмосферу российской глубинки, в которую попадает человек, много лет проживший в Петербурге. Судя по черновикам, писатель несколько раз менял название будущего произведения: в разное время оно именовалось «Художник», «Художник Райский», «Райский», «Вера». Работа продвигалась медленно: за два десятилетия, отделявших первые наброски от публикации, Гончаров успел закончить «Обломова» и совершить кругосветное путешествие на фрегате «Паллада». Много сил отнимали размышления, связанные с развитием характеров персонажей. В одном из писем, датированных 1860 годом, Иван Александрович признавался, что сочинив новый сюжетный ход, он даже собирался «бросить всё задуманное и начать снова».

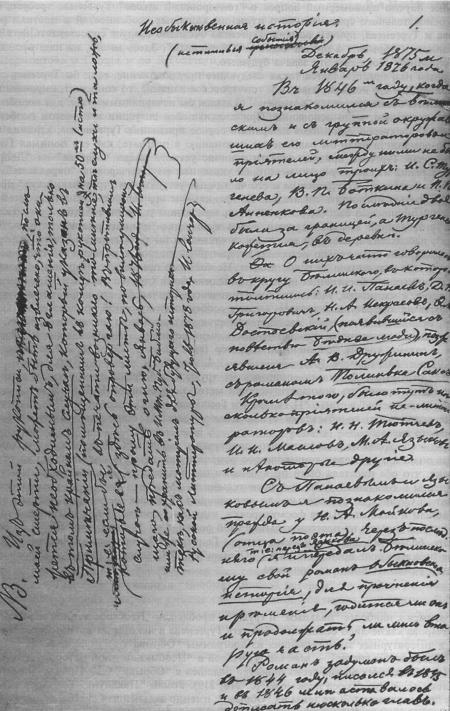
Рукопись «Необыкновенной истории»

В определённый момент работа была приостановлена из-за конфликта, возникшего между Гончаровым и Тургеневым. Об этой истории автор «Обрыва» рассказал в адресованной потомкам исповеди «Необыкновенная история», которая впервые была издана спустя десятилетия после смерти обоих писателей. По версии Гончарова, в 1855 году он поделился с Иваном Сергеевичем Тургеневым планом будущего романа, дал детальные характеристики героям, воспроизвёл картины дворянского быта, включил в повествование пейзажные зарисовки: «Тургенев слушал, будто замер, не шевелясь. Но я заметил громадное впечатление, сделанное на него рассказом».
Через два года столичному литературному сообществу было представлено «Дворянское гнездо». На первое чтение рукописи, состоявшееся в одной из петербургских квартир, пришёл и Гончаров. Тема и герои показались ему знакомыми, и после ухода гостей Иван Александрович заявил Тургеневу, что его новое произведение выглядит как «слепок» с чужого романа.
В дискуссии по поводу мнимого или реального плагиата пришлось разбираться третейскому суду, в состав которого вошли литературные критики Павел Анненков, Александр Дружинин, Степан Дудышкин, а также цензор Александр Никитенко. Весной 1860 года они вынесли вердикт: «Произведения Тургенева и Гончарова как возникшие на одной и той же русской почве должны были тем самым иметь несколько схожих положений, случайно совпадать в некоторых мыслях и выражениях, что оправдывает и извиняет обе стороны». Тем не менее автор «Дворянского гнезда» изъял из романа некоторые фрагменты, которые, по словам литературоведа Натальи Старосельской, были «действительно сопоставимы с „Обрывом“».
Длительная, сопровождаемая паузами и многочисленными переделками работа привела к тому, что когда «Обрыв» начал с продолжением публиковаться в «Вестнике Европы» (1869, № 1—5), Гончаров уже не чувствовал ничего, кроме усталости. В письме к поэту Афанасию Фету, говоря о своём последнем романе, писатель признавался: «Я слишком долго носил его под ложечкой… Я его переносил».

## Сюжет
Действие начинается в Петербурге, где в течение десяти лет живёт «светский человек» Борис Павлович Райский. После завершения учёбы в университете и недолгой армейской службы он ведёт жизнь вольного художника: вращается в кругах столичной «золотой молодёжи», пишет картины, немного музицирует, сочиняет роман о жизни. Райскому принадлежит небольшое имение на Волге, однако хозяйственные вопросы его не интересуют; всеми делами поместья заправляет его двоюродная бабушка Татьяна Марковна Бережкова, на попечении которой находятся двоюродные внучки-сироты — Вера и Марфенька. В один из дней, получив из Малиновки письмо от бабушки, Борис Павлович решает отправиться в деревню, которая видится ему как благостное место с тишиной и здоровым воздухом. После петербургской суеты Райский надеется обрести там возможность «жить светло и просто».
В Малиновке герой навещает давнего университетского товарища Леонтия Козлова, с удовольствием общается с «не разбуженной цивилизацией» кузиной Марфенькой, знакомится с Марком Волоховым — человеком, имеющим репутацию вольнодумца, который находится под надзором полиции. Позже происходит встреча Райского с троюродной сестрой Верой, холодная решительность которой начинает по-настоящему волновать Бориса. Пытаясь понять, почему девушка отвергает любые попытки к сближению, Райский то преследует её, то изображает равнодушие, то обещает немедленно уехать обратно в Петербург. Однако ни одна из уловок не срабатывает: Вера видит в кузене человека, посягающего на её свободу.
Избранником героини становится Марк, отношения с которым выглядят как непрерывный «поединок двух сильных личностей». Во время прощального свидания, предшествующего разлуке, Вера всецело отдаётся любви. Позже Волохов в письме к ней признается, что их споры и разногласия «были только маской страсти», однако для молодой женщины её собственное «падение» оборачивается столь сильным потрясением, что она уже не слышит слов любви. Вера ищет утешения у бабушки, и Бережкова признаётся, что в молодости в её жизни был такой же «любовный грех».

## Герои. Возможные прототипы

### Райский
Борис Павлович Райский присутствует практически в каждой главе «Обрыва»; он, по замечанию литературоведа Юрия Лощица, «держит сюжет» и одновременно выполняет диспетчерские функции, появляясь в нужный момент в жизни других персонажей. Гончаров не скрывал, что главный герой во многом близок автору по воззрениям: во время работы писатель «нередко… влезал в него и чувствовал себя в нём, как во впору сшитом халате». В то же время исследователи находят в Райском черты очеркиста и критика Василия Боткина, поэта Фёдора Тютчева и некоторых других представителей литературного сообщества России.
Борису в начале романа 35 лет — он пребывает в том возрасте, когда «каждый прожитый опыт, чувство, болезнь оставляют след». Давая подробный портрет Райского, Гончаров отдельно выделяет глаза: во взгляде художника читаются и «вечно молодое» вдохновение, и накопившаяся жизненная усталость. Подобный путь, с искушениями и разочарованиями, прошли и литературные предшественники Бориса — Александр Адуев из «Обыкновенной истории» и Александр Чацкий из «Горя от ума». Связь с грибоедовской комедией прослеживается уже в первых главах «Обрыва», когда молодая вдова Софья Беловодова, слушая пылкие речи художника, произносит: «И знаете, кого вы мне напоминаете? Чацкого».
Ещё одним литературным «родственником» Райского является персонаж тургеневской повести «Ася» Гагин. По мнению исследователя Натальи Старосельской, двух художников сближает дилетантский подход к делу: и тот, и другой легко зажигаются и быстро остывают, не стремятся шлифовать мастерство, не умеют работать кропотливо и планомерно. Об этом Борису говорит и живописец Кириллов (прототипом которого был, возможно, создатель «Явления Христа народу» Александр Иванов) — изучая написанный Райским портрет, мастер советует «не тратить себя на модные вывески».

Странный непривычный герой. Личность, которой только предстоит отвоевать себе позиции в русской литературе на несколько десятков лет. Борис Павлович Райский открывает череду героев-интеллигентов, одновременно раздражающих и вызывающих глубокое сострадание своим трагическим бездействием в общественной ли, в обыденной ли жизни. 

### Вера

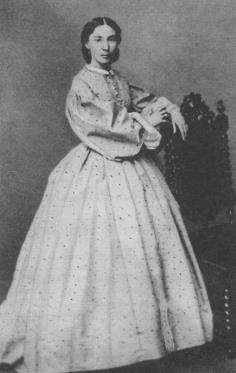
Екатерина Калита-Майкова. 1860-е годы

Сюжетная линия, связанная с образом Веры, в изначальных авторских планах выглядела иначе, чем в окончательном варианте: по предварительной авторской задумке, порывистая и мятежная девушка должна была покинуть Малиновку и отправиться вслед за Марком в сибирскую ссылку. Однако за время работы над романом произошли события, повлиявшие на настроение писателя, — речь идёт о драматических поворотах в жизни Екатерины Павловны Калиты — жены литератора Владимира Майкова, которую некоторые исследователи называют вероятным прототипом как Веры, так и другой героини Гончарова — Ольги Ильинской из «Обломова».
Гончаров был другом семьи Майковых, присутствовал на свадьбе Владимира и Екатерины, весьма одарённой девушки, покорявшей слушателей исполнением оперных арий, слывшей знатоком новейших тенденций в живописи и обладавшей умением давать точные оценки литературным произведениям. Перелом в супружеских отношениях произошёл в 1863 году, когда вышел в свет роман «Что делать?». Для Калиты произведение Чернышевского стало вектором, указывающим на возможность иной жизни. Познакомившись во время одной из поездок со студентом Фёдором Любимовым, Екатерина сначала привела его в свой дом, а затем вместе с ним ушла из семьи. Трое детей, родившихся в браке с Майковым, остались с отцом. Дальнейшие вехи её биографии связаны с рождением четвёртого ребёнка (которого растили чужие люди), пребыванием в коммуне и уединённой жизнью вдали от столицы. Подобным же образом выстраивали свою судьбу и другие «шестидесятницы» — возлюбленная Достоевского Аполлинария Суслова, гражданская жена Некрасова Авдотья Панаева, мать Всеволода Гаршина Екатерина Степановна.
Вера поначалу воспринимает своё участие в судьбе Марка как особую миссию — ей хочется скрасить одиночество нового знакомого, отогреть, раскрыть в нём добрые чувства. Однако вскоре сострадание уступает место влюблённости; в результате возникают болезненные отношения, которые Волохов характеризует так: «Мы оба сильны, Вера, и оттого оба мучаемся, оттого и расходимся». Литературовед Сергей Бочаров видит в героине «Обрыва» черты Татьяны Лариной, которая, в отличие от Веры, сумела избежать «падения». Тема «падений», разрабатываемая в русской литературе со времён карамзинской «Бедной Лизы», присутствует в «Обрыве» не только применительно к Вере и Татьяне Марковне Бережковой — её затрагивает в своём романе и Райский, описывающий историю взаимоотношений героя-рассказчика с Наташей.

…За обретённый покой заплачено утратой своеобычности. Вера хотела сделать буйного Марка таким, как все. Теперь она сама становится, как все. Она ощущает свою зависимость от мнения большинства: «Оказалось, что у неё пропало пренебрежение к чужому мнению. Ей стало больно упасть».

### Марк Волохов
Марк оказался персонажем, образ которого более всего изменился после распада семьи Майковых. В черновиках Гончарова сохранились ранние записи, рассказывающие о бунтарской юности Волохова: он был исключён из университета «за злые шутки с профессорами и некоторыми товарищами» и направлен на службу в полк за любовную историю, в которую оказалась замешана дочь влиятельного человека. Реальная драма Екатерины Калиты, бросившей мужа и детей ради неких «нравственных жертв», заставила писателя изъять из текста «героические» и романтические эпизоды, связанные с молодым нигилистом: «Фальшивый кумир должен быть низвергнут с пьедестала!».
Фамилия Волохов впервые упоминается задолго до первого появления персонажа на страницах «Обрыва»: в письме, адресованном Райскому в Петербург, его товарищ Леонтий Козлов рассказывает о Марке как о человеке, для которого «нет ничего святого в мире». Сосланный в провинцию под присмотр полиции, он ведёт себя настолько вызывающе, что с момента его прибытия жители городка находятся в постоянном напряжении: Марк вырывает страницы из прочитанных книг, может ночью постучать кому-нибудь в окно. Волохов дерзок и щедр одновременно: несмотря на вечное безденежье, он иногда заходит в гости с хорошим вином и «целым возом овощей». Столь же интригующие подробности из жизни Волохова сообщает Райскому и бабушка.
Свидетельством того, что Гончаров видит в Волохове человека незаурядного, является портрет героя: у Марка «открытое, как будто дерзкое лицо», а сам он «сложен крепко, точно из металла». Он не признаёт авторитетов, исповедует теорию «свободной любви» и считает семью «страшными путами». Предлагая Вере отношения именно на этих условиях, Марк не подозревает, что после разрыва с девушкой в нём произойдут серьёзные перемены:

Он повзрослел, мальчишеская бравада отброшена. Юношеская склонность к рисовке и игре, страсть к самоутверждению, самоуверенное упрямство — позади… Теперь для Марка споры, в которые выливались свидания с Верой, обесценились рядом с единственной ценностью — любовью. 

### Татьяна Марковна Бережкова

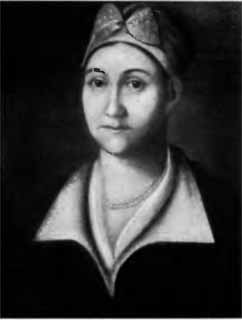
А. М. Гончарова — мать писателя

Гончаров не раз упоминал, что в образе Татьяны Марковны Бережковой воплощены многие черты его матери — Авдотьи Матвеевны Гончаровой. Бабушка Райского держит под контролем всё, что происходит в доме, в её «царстве» каждой вещи предназначено своё место, в её патриархальном мире нет пустой суеты — не случайно находящийся в столице Борис вспоминает о Малиновке как об эдеме. Бережкова, по словам литературоведа Натальи Старосельской, является «стержнем повествования»: она несёт в себе опыт предков и выступает в роли хранительницы традиций. Жизнь домочадцев омрачает лишь обрыв, находящийся в конце сада; по преданию, на дне крутого склона некий ревнивый муж убил за измену жену и соперника, а затем покончил с собой. В романе обрыв — это не только пугающий элемент рельефа, но и символ внезапного упадка «дворянского гнезда».
В финальных главах Татьяна Марковна уже мало напоминает мудрую распорядительницу и непоколебимую домоправительницу: драму Веры она воспринимает с отчаянием, граничащим с безумием. Вину за «падение» внучки бабушка берёт на себя, повторяя: «Мой грех!».

С точки зрения житейского здравомыслия это покаяние представляется образцом какой-то запутанной мистической риторики. Однако в словах столбовой дворянки Татьяны Марковны Бережковой есть своя нерушимая логика. То понятие о «первородном грехе», которое высмеивает Волохов… для неё неоспоримая реальность. Пятна греха ложатся на невинных потомков.

### Марфенька
Если Малиновка в глазах въезжающего в деревню Райского выглядит как «обитель гармонии и покоя», то в Марфеньке художник видит «героиню пасторалей»: двадцатилетняя девушка со светло-русой косой, точно сошедшая с полотен Алексея Венецианова, стоит в окружении лимонных и померанцевых деревьев и кормит домашнюю птицу. Поначалу в общении с троюродной сестрой Борис пытается играть роль просветителя — столичному гостю хочется затронуть сердечные струны «пейзанки», открыть ей новые знания. Однако Марфенька, впитавшая с малолетства бабушкины уроки, не желает выходить за рамки привычного домашнего мира. Она бесхитростно признаётся, что читает лишь те книги, «где кончается свадьбой»; её взгляды на семью соотносятся с устоями «дворянских гнёзд».
Исследователи, сравнивая Веру с пушкинской Татьяной, отмечают, что в её сестре просматриваются черты Ольги: «Всегда скромна, всегда послушна, / Всегда как утро весела». Марфенька и сама чувствует, что они с Верой живут с разными представлениями о мире; характеризуя старшую сестру как человека, далёкого от бытовых забот, она говорит: «Ей бы надо куда-нибудь уехать, она не здешняя». Разница в темпераментах проявляется и в отношении девушек к обрыву: одну притягивает это гибельное место, другую — пугает. Сцена у обрыва, когда Райский пытается разбудить в Марфеньке чувственность, напоминает, по мнению Елены Краснощёковой, фарсовый вариант «Бедной Лизы»: герою не удаётся соблазнить девушку из-за её «святого, стыдливого неведения».

## Отзывы и рецензии

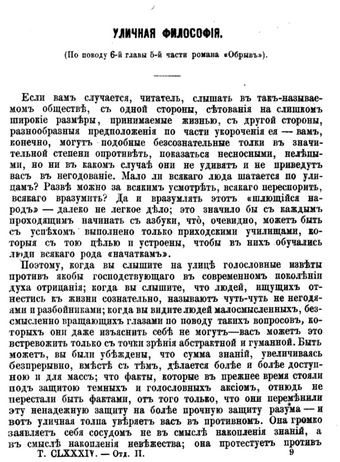
Статья «Уличная философия». «Отечественные записки», 1869, № 6

Первые отклики начали поступать в редакции газет и журналов ещё в ту пору, когда «Обрыв» печатался в «Вестнике Европы». Исследователи отмечали, что интерес аудитории к новому произведению Гончарова разнился: если рядовые читатели в основном обсуждали судьбы персонажей, то литературные критики чаще акцентировали своё внимание на «антинигилистическом слое» романа. Позже стали появляться рецензии во влиятельных изданиях — почти все они были резко отрицательными. Так, журнал «Отечественные записки» опубликовал неподписанную статью «Уличная философия» (её автором, по данным литературоведов, был Салтыков-Щедрин), в которой утверждалось, что «Гончаров бросил камень в людей только что они ищут, за то, что они хотят стать на дороге познания, за то, что они учатся, и бросил этот камень, не дав себе даже предварительного отчета, в чем заключается сущность стремлений этих людей». В статье ссыльного революционера Николая Шелгунова «Талантливая бесталанность» (журнал «Дело», 1869, № 8) утверждалось, что заявленная в «Обрыве» тема не нова («Тургенев давно уже возделал эту почву»), и задавался риторический вопрос: «Где же предел литературной продажности?»
Достаточно резко высказался на страницах «Отечественных записок» (статья «Старая правда», 1869, № 10) историк литературы Александр Скабичевский, поставивший в упрёк автору «Обрыва» «полное непонимание им самых элементарных законов творчества»: «Задумать роман пятнадцать лет тому назад, а потом взять один из типов этого романа, да и переделать его в духе современных нравов, — да ведь это все равно, что взять какую-либо античную статую Аполлона и пытаться преобразить ее в Суворова, чтобы поставить на монумент. Что за сумбур вышел от такой переделки, уму непостижимо: от старого сюжета роман уклонился, к новому не пристал. Самая иллюзия романа совершенно нарушилась, и автор вывел такие психические положения, которые, будучи совершенно естественны и понятны при старом замысле, сделались крайне натянутыми и совершенно немыслимыми при новом».
Публика с интересом ждала реакции «Вестника Европы», и журнал отозвался на роман материалом Евгения Утина — дальнего родственника редактора этого издания Михаила Стасюлевича. Статья Утина, по оценке исследователей, выглядела «предельно обтекаемой»: автор избежал критики в адрес Гончарова и свёл анализ произведения к общим рассуждениям о литературных представителях «старой школы».
Гончаров весьма болезненно реагировал на выходившие одну за другой отрицательные рецензии. В одном из писем, датированных 1870 годом, он признавался: «Всё мне кажется, что меня преследуют, хотят мне зла… Я от всех прячусь, всех боюсь, никому не доверяю». Общий ответ всем оппонентам писатель дал в критических заметках «Лучше поздно, чем никогда», где рассказал о собственном отношении к персонажам «Обрыва» и объяснил причины долгой работы над романом:

Двадцать лет тянулось писание этого романа, — иначе и быть не могло. Он писался, как тянулся период самой жизни. В «Обрыве», на моих пигмеях, в крошечном озере, отразилось состояние брожения, борьба старого с новым. Я следил за отражением этой борьбы на знакомом мне уголке, на знакомых лицах. 

## Художественные особенности
При анализе «Обрыва» литературоведы отмечают, что последний роман Гончарова отличается асимметричностью и неким «бароккальным беспорядком». Писатель и сам не скрывал, что на заключительном этапе работы над произведением ему довелось столкнуться с проблемами архитектоники и сложностями при «сведении всей массы лиц и сцен в единое целое». Так, первая часть, рассказывающая о петербургском периоде жизни Райского, напоминает длинный пролог к основному действию — это авторское повествование, перемежаемое вставными новеллами (к ним относятся история Софьи Беловодовой и эссе Бориса о Наташе). Во второй части герой перемещается в Малиновку — с этого момента вплоть до финала значительная часть эпизодов воспроизводится через наблюдения Райского, которому автор «передал своё понимание событий и лиц»: «Непосредственное писательское видение и „зрение“ героя причудливо перекрещиваются».
Ритм романа также меняется: изначально размеренное, неторопливое, с «безоблачной эпичностью» повествование резко ломается в 3-й и 4-й частях. Внутренний драматизм нарастает, герои пребывают в смятении, их диалоги насыщаются экспрессией — всё это приводит к появлению в тексте элементов «романтической поэтики», при которой пасторальные картины исчезают — им на смену приходят мрачноватые ночные пейзажи:

Загадки, тайны движут сюжет и взвинчивают душевное состояние всех персонажей… Одновременно с природным и бытовым колоритом меняется эмоциональный тонус — растёт предчувствие несчастья, которое безжалостно ворвётся в жизнь недавно ещё «благословенного уголка».
Среди стилистических особенностей романа критики выделяют так называемый «фламандский вкус» — речь идёт об умении Гончарова создавать жанровые сцены, напоминающие работы фламандских живописцев. По словам литературоведа Юрия Лощица, писатель одинаково скрупулёзно рисует и пейзажи, и натюрморты, однако более всего он точен в портретах: для раскрытия характера автор «Обрыва» чаще использует некую значимую — многократно повторяемую — деталь. К примеру, рассказывая о безмятежной неискушённости Софьи Беловодовой, Гончаров выделяет «скульптурную холодность» красавицы; к числу особых примет Веры относятся её глаза — «бархатные, как ночь»: «За пластической характеристикой разворачивается многосложный словесный образ».

## Пародии
- Знаменский М. С. «Обрыв»: Роман классический, картинный, отменно длинный, длинный, длинный и сатирический и чинный / Карикатуры М. Знаменского [на роман И. А. Гончарова]. — Тюмень: Высоцкий и Тимофеенков, 1875. — [2] с., 59 л. ил. с текстом.

## Адаптации

### Театральные постановки
Первую попытку создать на основе романа сценическую версию предпринял неизвестный драматург во второй половине 1870-х годов. Гончаров, судя по его письму от 7 декабря 1878 года, негативно отнёсся к попытке анонимного автора вмешаться в его творчество; постановка не состоялась. Первая инсценировка была осуществлена уже после смерти Гончарова: 19 октября 1908 года прошла премьера спектакля «Обрыв» в петербургском театре искусств под руководством Владимира Гардина; он же стал исполнителем роли Райского.
В октябре 1912 года к «Обрыву» обратился Театр Корша. По мнению театрального критика Павла Маркова, режиссёр Владимир Татищев при создании сценической версии допустил ошибку: он попытался вместить в один спектакль весь многостраничный роман (вместо того, чтобы предложить зрителям отрывки); кроме того, в труппе не было на тот момент актёров, способных точно воплотить образы Бережковой, Райского и Волохова. В итоге Борис Павлович предстал перед зрителями ловеласом, бабушка — «хлопотуньей», а Марк — «спившимся субъектом». Тем не менее постановку нельзя было назвать провальной: как записал после посещения театра Марков, «успех [был] средний».
В последующие десятилетия «Обрыв» вошёл в репертуар многих российских театров. Так, в преддверии 200-летия со дня рождения Гончарова спектакль по его роману был поставлен Адольфом Шапиро в Московском художественном театре имени А. П. Чехова. Постановка Шапиро отличалась «атмосферностью», в ней наблюдались отсылки к современным реалиям: исполнявший роль Волохова Артём Быстров был облачён в джинсы и свитер; Райский (Анатолий Белый) добавил к характеру своего персонажа «долю постмодернистского шутовства»; при появлении Бережковой (Ольга Яковлева) воздух на сцене и в зале наэлектризовывался.

Конечно же, это не попытка возродить классический театр, а ностальгический поклон ему, отвешенный с большим тактом, но не без иронии. Ощущение же этот спектакль вызывает примерно такое, как старинная картина в альбоме, которую рассматриваешь, не снимая тонкой рисовой бумаги. Контуры чуть смазаны, краски неясны — и потому воображение то тут, то там дорисовывает картину на современный лад.

### Экранизации
В 1913 году роман был экранизирован впервые двумя режиссёрами — Долиновым и Чардыниным (по сценарию М. Каллаш-Гаррис). Снявший «Обрыв» режиссёр Пётр Чардынин использовал новаторские приёмы собственного изобретения: к примеру, о прозвучавшем вдали выстреле зритель узнавал от находившегося в кадре персонажа, который в момент внезапного хлопка вздрагивал всем телом. В финале картины камера медленно двигалась «от среднего плана к общему», оставляя в центре одинокую Бережкову, — такой метод работы был необходим Чардынину, чтобы «дать почувствовать зрителю пустоту пространства», в котором осталась бабушка. Продюсером картины выступил Александр Ханжонков, роль Райского исполнил Иван Мозжухин, образ Веры воплотила Вера Юренева.
В 1983 году на экраны вышел художественный фильм «Обрыв», снятый режиссёром Владимиром Венгеровым. По данным составителей «Новейшей истории отечественного кино», лента вызвала разноречивые отклики: кое-кто увидел в ней лишь «красивую обёртку» и «мелодраму из странной жизни». В фильме Венгерова снялись Георгий Антонов (Райский), Елена Финогеева (Вера), Николай Кочегаров (Волохов), Римма Маркова (Бережкова), Марина Яковлева (Марфенька). Музыку к фильму написал композитор Исаак Шварц.
Ещё одна экранизация состоялась в 2020 году, режиссёр-постановщик — Амра Капба-Катаева, роль Веры в фильме сыграла Анастасия Довбыш.

## Комментарии
1. ↑  Место действия в романе: обрыв, роща, сад, пруды, оранжерея, дома Киндяковых, Малиновка — это сельцо Винновка (Киндяковка), Винновская роща и его окрестности[12].